# نيتيلمسين
نيتيلميسين هو مضاد حيوي يستخدم لعلاج التهاب الملتحمة والتهابات المسالك البولية من بين الالتهابات البكتيرية الأخرى.    وهو متوفر على شكل قطرة للعين، ويُعطى عن طريق الحقن.  
قد تشمل الآثار الجانبية الاحمرار أو الإزعاج في العين.  تشمل المخاوف الأخرى مشاكل السمع ومشاكل الكلى.   لا ينصح باستخدامه أثناء الرضاعة الطبيعية.  وهو من عائلة أمينوغليكوزيد ويعمل عن طريق التدخل في إنتاج البروتين عن طريق البكتيريا.  
تم تسجيل براءة اختراع نتيلميسين في عام 1973 وحصل على الموافقة للاستخدام الطبي في عام 1981.  وفي 2019 سُمح باستخدامه لعلاج التهابات العين الخارجية في المملكة المتحدة. 
قطرة العين مدرجة في قائمة منظمة الصحة العالمية للأدوية الأساسية كبديل للجنتاميسين.  تبلغ تكلفة دورة العلاج في المملكة المتحدة حوالي 10 جنيهات إسترلينية.  يتم تصنيعه عن طريق تعديل السيسومين. 